# Nephele tridyma
Nephele tridyma är en fjärilsart som beskrevs av Hoeven 1840. Nephele tridyma ingår i släktet Nephele och familjen svärmare. Inga underarter finns listade i Catalogue of Life.